# Stara Prochownia
Stara Prochownia of Brama Mostowa is een historisch gebouw in Warschau, Polen, aan de rivier de Wisła.

## Geschiedenis
Het gebouw werd oorspronkelijk gebouwd in 1582, als een van de poorten in de stadsmuren van Warschau. In tegenstelling tot andere poorten werd het gebouwd om de verspreiding van brand van de dichtbevolkte en bebouwde binnenstad naar de nieuwgebouwde houten brug over de rivier te voorkomen. De poort kreeg de naam Brama Mostowa ("Brugpoort"). Hoewel de brug werd vernietigd door een overstroming in 1603, en de daaropvolgende bruggen richting het zuiden werden gebouwd, is de naam hetzelfde gebleven
In de 17e eeuw, toen de stadsmuren hun strategische betekenis in de oorlogvoering verloren, kreeg de poort de functie als buskruitdepot, wat de poort zijn hedendaagse naam gaf ("Oud Kruithuis"). Tussen 1648 en 1649 werd het gebouw uitgebreid. Het diende zijn nieuwe rol tot 1769, waarna het werd omgebouwd tot stadsgevangenis. Rond die tijd werd ook uitgebreid (mogelijk door Jakub Fontana) langs de Boleśćstraat. Verdere uitbreidingen werden uitgevoerd tussen 1796 en 1806.
Na de Novemberopstand en de Russische beslissing om de Citadel van Warschau op te richten, werd in 1833 de gevangenis opgeheven. Het gebouw werd gerenoveerd en werd een woonhuis. Na de Tweede Wereldoorlog werden delen van het gebouw herbouwd in de 18e-eeuwse vorm.
Sinds 1980 vinden er theatervoorstellingen plaats in het gebouw.